# (16535) 1991 NF3
(16535) 1991 NF3 là một tiểu hành tinh vành đai chính. Nó được phát hiện bởi Henri Debehogne ở Đài thiên văn La Silla ở Chile ngày 4 tháng 7 năm 1991.